# Бокс, Фифи
Фио́на «Фи́фи» Бокс (англ. Fiona «Fifi» Box; 5 марта 1977, Мельбурн, Австралия) — австралийская журналистка, телеведущая, актриса

 и комедиантка.

## Биография
Фиона Бокс, больше известная как Фифи Бокс, родилась 5 марта 1977 года в Мельбурне, Австралия, и выросла в восточном пригороде города. У Фифи есть брат — клавишник музыкальной поп-рок группы «Augie March» Кирнан Бокс.
Фифи начала карьеру журналиста в конце 1990-х годов. Бокс наиболее известна как ведущая радиошоу «Fifi and Jules» совместно с Джулсом Ландом, которое в эфире с февраля 2011 года.
В 2011 году она сыграла роль Эммануэль в двух эпизодах телесериала «Дома и в пути». В 2016—2017 годы Бокс сыграла роль Брук Батлер в 34-х эпизодах мыльной оперы «Соседи».
У Бокс есть две дочери: Беатрикс Белль Бокс (род. 05.04.2013) от каноиста Грантом Кенни и Дейзи Белль Бокс (род. 25.06.2019), которую она зачала с помощью ЭКО.

## Фильмография
| Год  |   | Русское название | Оригинальное название | Роль      |
| ---- | - | ---------------- | --------------------- | --------- |
| 2010 | с | Дома и в пути    | Home and Away         | Эммануэль |